# Виктория (футбольный клуб, Брэнешти)
«Виктория» (рум. Fotbal Club Victoria Brăneşti) — бывший румынский футбольный клуб из города Брэнешти.

## История
Клуб был основан в 1968 году и долгое время выступал в низших футбольных лигах Румынии. Восхождение клуба началось в 2007 году, когда «Виктория» вышла Лигу III, заняв в дебютном сезоне 8-е место. Уже в следующем сезоне клуб занял первое место и вышел в Лигу II. Набрав 71 очков и заняв 1-е место в сезоне 2009-10, «Виктория» впервые в своей истории завоевала право участвовать в Лиге I. Путь от Лиги IV до Лиги I команда преодолела всего за четыре года. Бранешти самый маленький город, команда из которого когда-либо играла в Лиге I. Его население составляет всего 8 531 жителей. Ранее этот титул принадлежал Скорничешти, родному городу Николае Чаушеску, за который с 1979 по 1990 год в Лиге I выступал клуб «Олт».

## Стадион
До сезона 2010-11 «Виктория» выступала на стадионе «Каталин Хилдан» в Брэнешти, который вмещает 3 000 зрителей. В Лиге I клуб проводит матчи в Бузэу на стадионе «Муниципал», вмещающем 18 000 зрителей.

## Достижения
- Победитель Лиги II: 2009/10